# St. Johannis (Nürnberg)

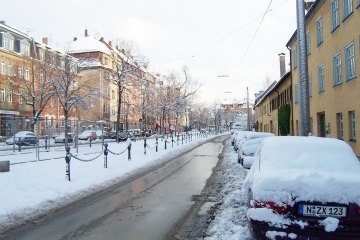
Die Johannisstraße im Winter 2001/2002

St. Johannis ist ein Stadtteil der kreisfreien Stadt Nürnberg und der Name der Gemarkung 3434 und des Statistischen Bezirks 07.

## Geographie
Er liegt westlich der Altstadt nördlich der Pegnitz und besteht aus dem statistischen Bezirk 07 (St. Johannis) und den Bezirken 23 (Sandberg) und 24 (Bielingplatz).

## Geschichte

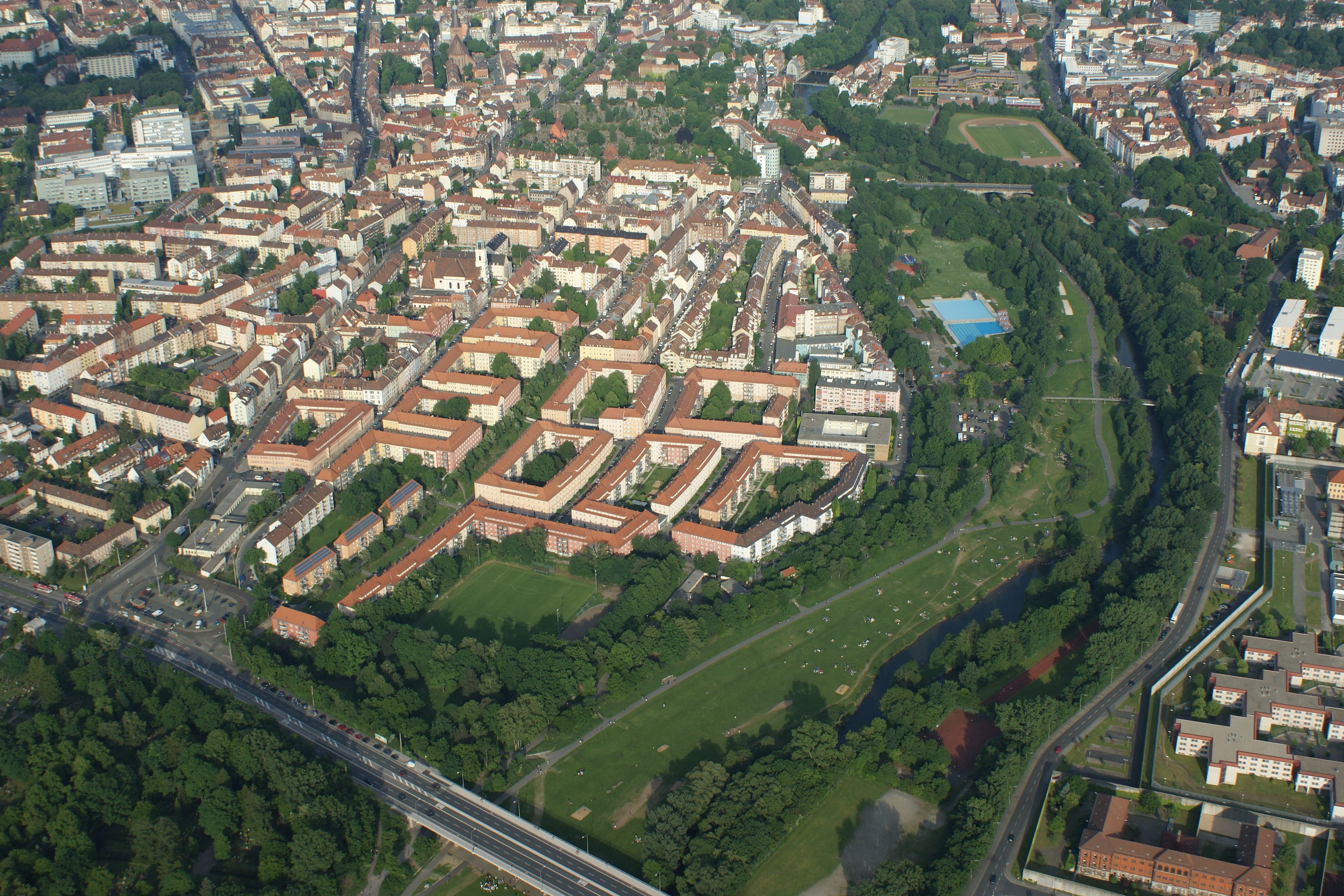
St. Johannis im Mai 2008

1234 wurde der Siechkobel St. Johannis als Leprastation erstmals urkundlich erwähnt. 1307 schenkte Königin Elisabeth, Gemahlin Albrechts I. von Habsburg (1298–1308), die „Johannisfelder“ dem Siechkobel. 1354 stiftete Berthold Haller die Pilgerherberge „Heilig-Kreuz-Spital“, in deren Pflegerhaus die Familie Haller von 1354 bis zur Zerstörung 1945 Wohnrecht hatte.
1427 wurde zwar die Burg durch die Hohenzollern an die Stadt Nürnberg verkauft, aber Johannis blieb als Landgebiet Lehen der Fürsten. 1528 starb der Maler und Kunsttheoretiker Albrecht Dürer und wurde auf dem Johannisfriedhof beigesetzt. Nach der Besetzung der Landgebiete Nürnbergs durch die Preußen wurde St. Johannis eine selbständige Landpfarrei. 1806 wurde der alte Siechkobel geschlossen und in das Wirtshaus Zum goldenen Adler umgebaut.
Gegen Ende des 18. Jahrhunderts gab es in St. Johannis 15 Anwesen. Das Hochgericht übte die Reichsstadt Nürnberg aus, was aber vom brandenburg-bayreuthischen Oberamt Baiersdorf bestritten wurde. Grundherren waren die Siechkobelstiftung St. Johannis (Siechkobel mit Schankgerechtigkeit, Pfarrhof, Schulhaus, Steinschreiberhaus, Kirche, Holzschuherkapelle, 2 Halbhöfe), das Kriegsamt (Kaserne mit 7 Gebäuden), Bürgerliche Schützengesellschaft (Schießhaus).
Von 1797 bis 1808 unterstand der Ort dem Justiz- und Kammeramt Wöhrd-Gostenhof. 1806 kam St. Johannis zu Bayern. Im Rahmen des Gemeindeedikts wurde 1808 der Steuerdistrikt St. Johannis gebildet, zu dem Großweidenmühle und St. Sebastian gehörten. 1810 entstand die Munizipalgemeinde St. Johannis, die deckungsgleich mit dem Steuerdistrikt war. Sie war in Verwaltung und Gerichtsbarkeit dem Landgericht Nürnberg zugeordnet und in der Finanzverwaltung dem Rentamt Fürth. In der freiwilligen Gerichtsbarkeit unterstand 1 Anwesen von 1821 bis 1835 dem Patrimonialgericht (PG) Groß- und Kleingeschaidt, 3 Anwesen bis 1812 und von 1823 bis 1835 dem PG Lohe und 2 Anwesen von 1824 bis 1848 dem PG Ziegelstein. Am 1. Oktober 1825 wurde St. Johannis nach Nürnberg eingemeindet.
1862 wurde William Wilson, der Lokführer des Adler auf der ersten deutschen Eisenbahnstrecke zwischen Nürnberg und Fürth, auf dem Johannisfriedhof beigesetzt.
1882 wurde das Schulgebäude in der Adam-Kraft-Straße errichtet, 1913/1914 folgte ein weiteres auf dem Bielingplatz (heutige Peter-Vischer-Schule). Die Friedenskirche am Palmplatz wurde zwischen 1925 und 1928 nach Plänen von German Bestelmeyer errichtet und im Zweiten Weltkrieg 1944 bei einem Bombenangriff zerstört. 1950 folgte der zweijährige Wiederaufbau.
Nach der Eröffnung des Westfriedhofs 1880 begann die Wohn- und Gewerbebebauung des Sandbergs, des Gebiets zwischen Johannis- und Westfriedhof. Es gehörte damals noch zur Nachbargemeinde Wetzendorf, die erst 1898 nach Nürnberg eingemeindet wurde. Die Bebauung Sandbergs wurde in den Jahren bis zum Ersten Weltkrieg fortgesetzt und mit der wbg-Siedlung 1927 bis 1932 im Wesentlichen abgeschlossen. Zur Geschichte Sandbergs siehe auch: Sandberg (Nürnberg)#Geschichte.

### Einwohnerentwicklung
| Jahr      | 001818 | 001824 | 001840 | 001871 | 001885 |
| Einwohner | 997    | 901    | 1046   | 2247   | 3864   |
| Häuser    | 145    | 111    | 156    |        | 304    |
| Quelle    | [ 10 ] | [ 11 ] | [ 12 ] | [ 13 ] | [ 14 ] |

## Sehenswürdigkeiten

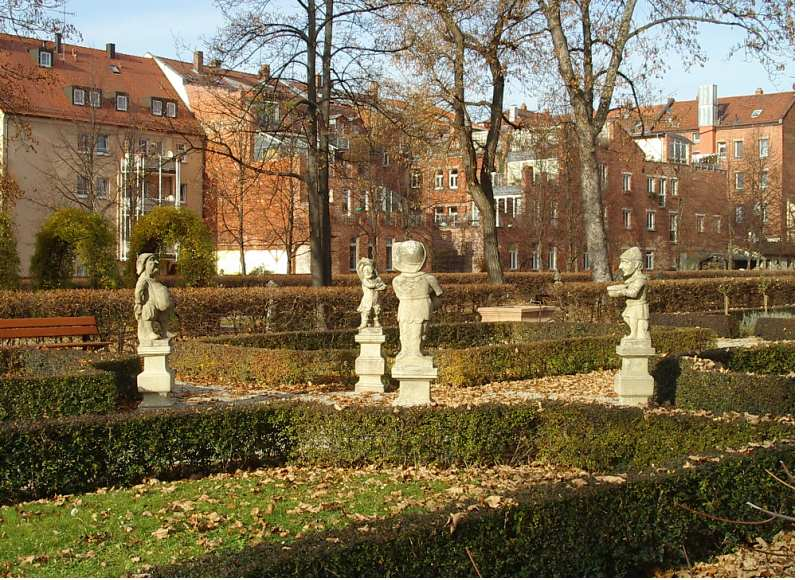
Zwergenensemble in den Hesperidengärten

### Im Bezirk 07St. Johannis
- Barockgarten
- Die Hesperidengärten, von reichen Nürnberger Patriziern in der Barockzeit angelegte Gärten. Diese wurden in den Jahren 1980–1982 restauriert.
- Die mittelalterliche Johanniskirche mit dem Johannisfriedhof. Auf dem Friedhof sind zahlreiche Grabmäler mit sehenswerten kunstvollen Epitaphien erhalten, die Inschriften, Wappen und figürliche oder ornamentale Darstellungen zeigen.
- Pegnitzgrund
- Die evangelisch-lutherische Friedenskirche: Dort befindet sich der Altar eines unbekannten Meisters, der ursprünglich für das heute nicht mehr existierende Nürnberger Augustinerkloster angefertigt wurde.
- Kärwa, die jedes Jahr im Juni stattfindet
- Kreuzweg Jesu mit Reliefs des Bildhauers Adam Kraft, entstanden zwischen 1505 und 1508
- Das Orpheum, ein 1949 errichtetes Kinogebäude

### Im Bezirk 24Bielingplatz
- Nordklinikum
- Peter-Vischer-Schule

## Sportvereine
- SV St. Johannis 07 Nürnberg e. V.
- TSV Johannis 1883 Nürnberg e. V.
- Turnerbund St. Johannis 1888 e. V. Nürnberg
- DJK Bayern Nürnberg e. V. 1923
- PVSbaskets

## Bildung
- Peter-Vischer-Schule, Gymnasium und Realschule
- Dr.-Theo-Schöller-Schule, Schnieglinger Straße
- Grundschule St. Johannis

## Religion
Der Ort ist seit der Reformation überwiegend protestantisch. Die Einwohner evangelisch-lutherischer Konfession sind nach St. Johannis bzw. in die Friedenskirche gepfarrt, die Einwohner römisch-katholischer Konfession sind nach St. Michael gepfarrt.